# Cindy Nelson
Cynthia Lee „Cindy“ Nelson (* 19. August 1955 in Lutsen, Minnesota) ist eine ehemalige US-amerikanische Skirennläuferin.

## Biografie
Im Weltcup feierte sie sechs Weltcupsiege: Drei in der Abfahrt und je einen in der Kombination, im Riesenslalom und im Super-G. In der Abfahrt war Nelson am erfolgreichsten, nicht weniger als 16 Podestränge erzielte sie während ihrer Karriere. Ihre ersten Weltcuppunkte errang sie am 5. Januar 1974 mit Rang 6 in der Abfahrt in Pfronten. Gleich eine Woche später (am 13. Januar 1974) lieferte sie ihren ersten Sieg, wobei sie die große Favoritin Annemarie Pröll um 0,07 s distanzierte; sie war damit nicht nur die erste Siegerin einer Weltcup-Abfahrt für den US-Verband (nach zuvor 11 Slalom- und 4 Riesenslalomerfolgen), sondern holte mit diesem Sieg überhaupt das erste Podium einer US-Läuferin in einer Abfahrt. Bei ihren ersten Weltmeisterschaften in St. Moritz kam sie mit der Strecke nicht zurecht und belegte mit einem Rückstand von 4,53 s auf Siegerin Pröll den 18. Platz.
Bei den Olympischen Spielen 1976 in Innsbruck gewann sie die Bronzemedaille in der Abfahrt. Bei den Weltmeisterschaften 1982 in Schladming – nochmals in der Abfahrt – gewann sie hinter der Kanadierin Gerry Sorensen die Silbermedaille. 1985 beendete Nelson ihre Karriere.

## Weltcupsiege
| Datum             | Ort                  | Land        | Disziplin    |
| ----------------- | -------------------- | ----------- | ------------ |
| 13. Januar 1974   | Grindelwald          | Schweiz     | Abfahrt      |
| 21. Dezember 1974 | Saalbach-Hinterglemm | Österreich  | Abfahrt      |
| 1. März 1975      | Garibaldi            | Kanada      | Riesenslalom |
| 9. Januar 1976    | Hasliberg            | Schweiz     | Kombination  |
| 4. Februar 1979   | Pfronten             | Deutschland | Abfahrt      |
| 10. Januar 1983   | Verbier              | Schweiz     | Super-G      |